# Vila Nova (Miranda do Corvo)
Vila Nova ist eine Gemeinde (Freguesia) im portugiesischen Kreis Miranda do Corvo. In ihr leben 792 Einwohner (Stand 19. April 2021).